# Parco dello zolfo di Marche e Romagna
Il Parco dello zolfo di Marche e Romagna, ufficialmente denominato Parco museo minerario delle miniere di zolfo delle Marche e dell'Emilia Romagna, è un'area protetta e un ecomuseo per la tutela e la valorizzazione delle storiche miniere di zolfo dell'area marchigiano-romagnola.
Rappresenta uno dei quattro parchi minerari italiani insieme al Parco geominerario della Sardegna, al Parco museo delle Miniere dell'Amiata e al Parco delle Colline Metallifere grossetane.

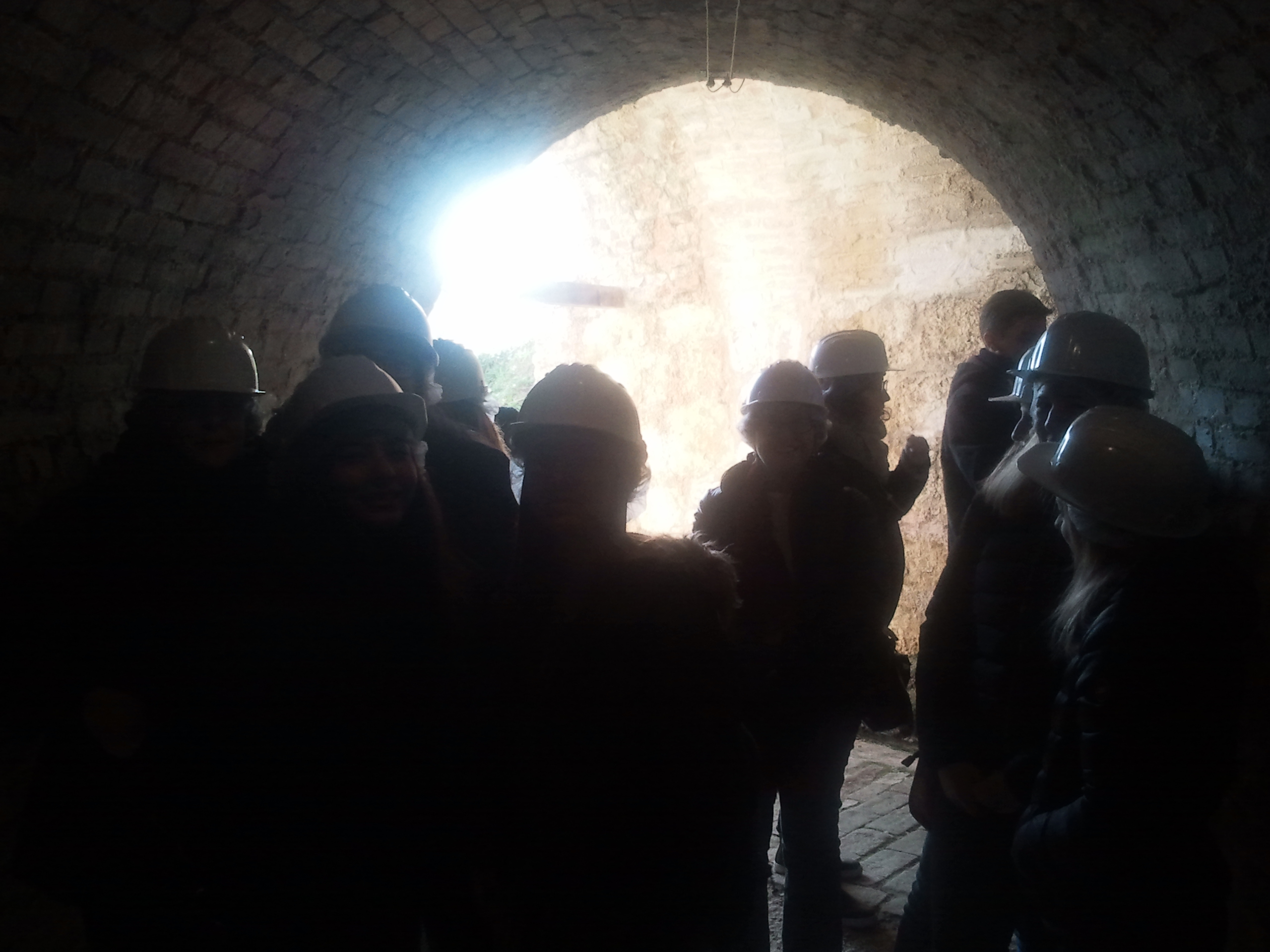
Miniera di Cabernardi

## Storia
Le miniere di zolfo dell'area marchigiano-romagnola sono state coltivate fin dall'antichità ma sfruttate industrialmente solo a partire dal XIX secolo. Tra il XIX e XX secolo hanno rappresentato poli d'estrazione d'importanza europea. Sono accomunate dalla gestione che nei decenni vide protagoniste la Società anonima miniere solfuree Trezza-Albani e la società generale per l'industria mineraria e chimica Montecatini.

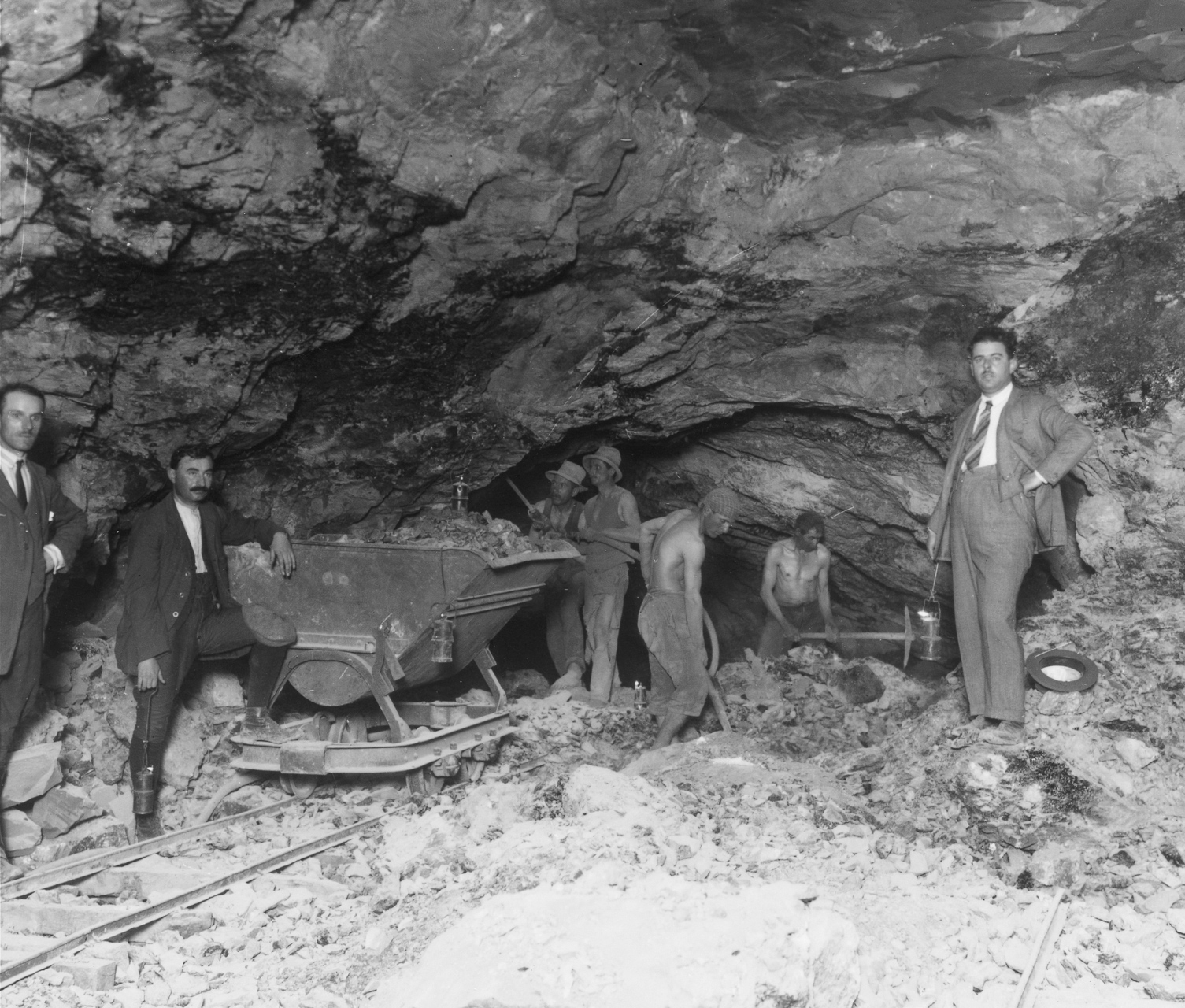
Sotterraneo della miniera di Perticara nel 1925

A seguito della disindustrializzazione e della chiusura dei siti minerari le comunità e le associazioni hanno spinto per una riconversione dei siti minerari.
Accogliendo le richieste dei cittadini a partire dagli anni 2000, il parco è stato istituito per Legge n. 93 del 23 marzo 2001 e per Decreto interministeriale del 20 aprile 2005 come parco museo mineario delle miniere di zolfo delle Marche su iniziativa del Ministero dell'ambiente e della tutela del territorio e del mare in collaborazione con il Ministero per i beni e le attività culturali e del turismo e la Regione Marche, allo scopo di promuovere conservazione, recupero, studio e valorizzazione del patrimonio ambientale, architettonico, paesaggistico, storico-culturale e tecnico-scientifico delle miniere marchigiano-romagnole.
A partire da aprile 2007 il parco ha iniziato le sue attività sotto la guida di un Comitato di gestione provvisoria. Un comitato è stato ufficialmente denominato solo una decina di anni più tardi.
La legge n. 160/2019, art. 1 c. 512, ha allargato ufficialmente la competenza del Parco alla Regione Emilia-Romagna e ad ulteriori miniere di zolfo e il Parco tutela oggi siti estrattivi, di lavorazione, archivi e testimonianze storiche del bacino solfifero marchigiano-romagnolo. La sede legale è a Sassoferrato, quella operativa a Pesaro mentre il Comitato Tecnico Scientifico ha base a Novafeltria.

## Territorio
L'area solfifera marchigiano-romagnola si estende dal Cesenate al Fabrianese passando per il Montefeltro e l'Urbinate.
In particolare sono coinvolti i Comuni di Arcevia con i sentieri dei minatori, Sassoferrato con le miniere di zolfo di Cabernardi, Percozzone e Vallotica, Urbino con le miniere di zolfo di San Lorenzo in Solfinelli, Schieti e Cavallino, Pergola con la raffineria di zolfo di Bellisio Solfare, Novafeltria con la miniera di zolfo di Perticara-Marazzana, Sant'Agata Feltria con i sentieri dei minatori, Talamello con i sentieri dei minatori e le polveriere dello zolfo, Cesena con la miniera di zolfo di Formignano.
Una menzione a parte, come territorio non ufficiale del Parco merita il “villaggio dei marchigiani” costruito dalla Montecatini tra il 1953 e il 1954 a Pontelagoscuro per trasferire, all'indomani della chiusura della miniera di zolfo, circa 250 famiglie di minatori da Cabernardi che sarebbero divenuti operai, nei reparti più insalubri e difficili, del nascente petrolchimico. Ancora oggi associazioni culturali portano avanti la memoria di quella vera e propria epopea unita al senso di appartenenza, alla cultura della lingua locale d'origine così come alla gastronomia.

## Struttura e funzione del Parco
Il Parco si pone come obiettivi quelli di preservare e valorizzare tutto ciò che riguarda lo zolfo, dalle testimonianze storiche e culturali dell'attività mineraria, ai reperti, opere e documenti delle vicende umane riguardanti l'attività mineraria. Si pone inoltre l'obiettivo di preservare il patrimonio di conoscenze, identità e memoria delle comunità legate alla storia dello zolfo nella regione Marche e nella regione Emilia Romagna.

### Organi del Parco
La struttura organizzativa del Parco è composta da:
- Consiglio Direttivo, che è composto dal Presidente e da 6 tra rappresentanti degli enti locali, delle Regioni, dei Ministeri e dell'ISPRA;
- Collegio dei revisori;
- Comunità del Parco, composta da un rappresentante per ogni ente membro del Consorzio del Parco in base al decreto istitutivo e statuto originari in fase di aggiornamento da parte ministeriale e cioè: Ministero dell'ambiente e della sicurezza energetica, Regione Marche, Provincia di Ancona, Provincia di Pesaro e Urbino, Unione di Comuni Valmarecchia, Unione montana del Catria e Nerone, Unione montana dell'Esino Frasassi, Arcevia, Sassoferrato, Pergola, Novafeltria, Sant'Agata Feltria, Talamello.

### Progetti e affiliazioni
Oltre a cofinanziare progetti consistenti, ad esempio il sito archeominerario della Miniera di zolfo di Cabernardi-Percozzone nel Comune di Sassoferrato con l'adiacente Museo della miniera di zolfo di Cabernardi e il Museo Sulphur a Perticara nel Comune di Novafeltria, il Parco coltiva, attraverso progetti culturali, scientifici e didattici, la memoria di generazioni di minatori il cui lavoro fu alla base dello sviluppo del comparto chimico nazionale.
Il parco fa parte di:
- Progetto ReMi - Rete Nazionale dei Parchi e Musei Minerari Italiani dell'Istituto superiore per la protezione e la ricerca ambientale, custode del patrimonio mineralogico del Servizio Geologico d'Italia, avvia nel 2006 il progetto ReMi nell'intento di conoscere lo stato dell'arte delle aree minerarie dismesse in Italia con riguardo alla loro valorizzazione e musealizzazione. Il Parco Nazionale dello Zolfo di Marche e Romagna è membro fondatore della rete.
- Rete Europe Direct Regione Marche; Il Parco è membro della rete locale dello EUROPE DIRECT REGIONE MARCHE che ha l'obiettivo di rendere l'Europa accessibile alle cittadine ed ai cittadini del territorio e consentire loro di cogliere le opportunità europee e partecipare a dibattiti sul futuro dell'Unione europea.
- MIN.ADR.ION. – Miniere dell'area dell'EU Strategy for the Adriatic and Ionian Region.

Il Parco è capofila di un'iniziativa transfrontaliera che prevede la creazione di una rete di miniere e città minerarie della regione adriatica e ionica con scopi culturali, turistici, ambientali e di scambio di buone pratiche.